# Bársonyrák
A bársonyrák (Necora puber, korábban Portunus puber) a felsőbbrendű rákok (Malacostraca) osztályának tízlábú rákok (Decapoda) rendjébe, ezen belül az úszó tarisznyarákok (Portunidae) családjába tartozó faj.
Nemének egyetlen faja.

## Előfordulása
A bársonyrák a Földközi-tengerben, az Atlanti-óceánban és az Északi-tengerben fordul elő.

## Megjelenése
A bársonyrák utolsó pár járólábának végíze lemezszerűen kiszélesedett, és úszáskor evezőként szolgál. Elöl szélesen lekerekített, mintegy 7 centiméter hosszú és 10 centiméter széles, lapos teste elülső peremén fogazott. Az ollók szárai erősen fejlettek és ék alakúak. A hátpajzs barnás, szürkésbarna, bársonyosan szőrös, lábai a szőrtelen csuklórészeken vörös rajzolatúak.

## Életmódja
A bársonyrák sziklás partokon, kövek között, homokos aljzaton a sekély vizektől a kissé mélyebb vizekig megtalálható. Nyugalmi helyzetben fejének pereméig és szeméig a homokba beásva fekszik. Ásáskor evezőit lapátként használja. Táplálékszerzés céljából előjön a homokból, és gyors úszó mozdulatokkal garnélákat és apró halakat zsákmányol, amelyeket azután a tengerfenékre vonszol, és ott fogyaszt el.

## Források

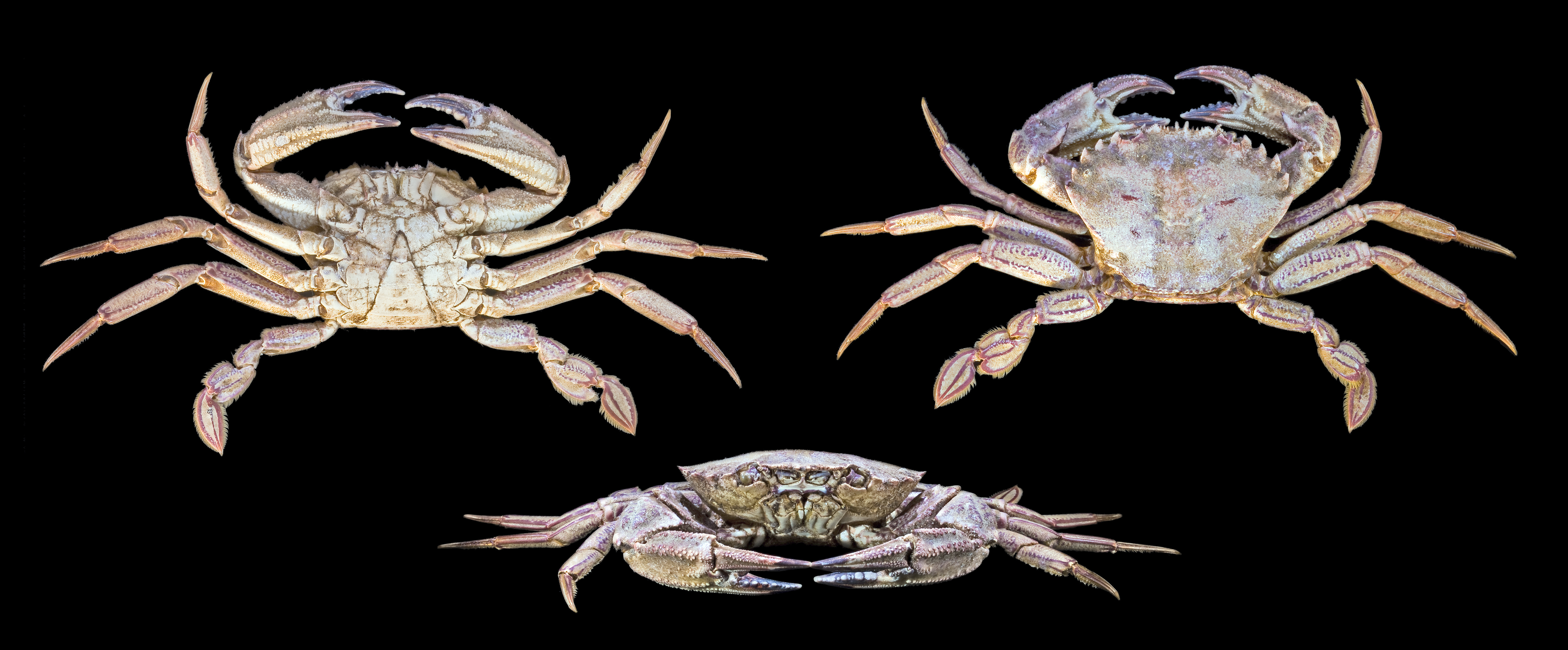
Ugyanaz a hím példány három különböző oldalról nézve